# Kaniów (Ukraina)
Kaniów (ukr. Канів) – miasto na Ukrainie, w obwodzie czerkaskim, w rejonie czerkaskim, nad Zbiornikiem Kaniowskim na Dnieprze.
Był miastem królewskim Korony Królestwa Polskiego, w 1765 roku należał do starostwa kaniowskiego w województwie kijowskim.

## Historia

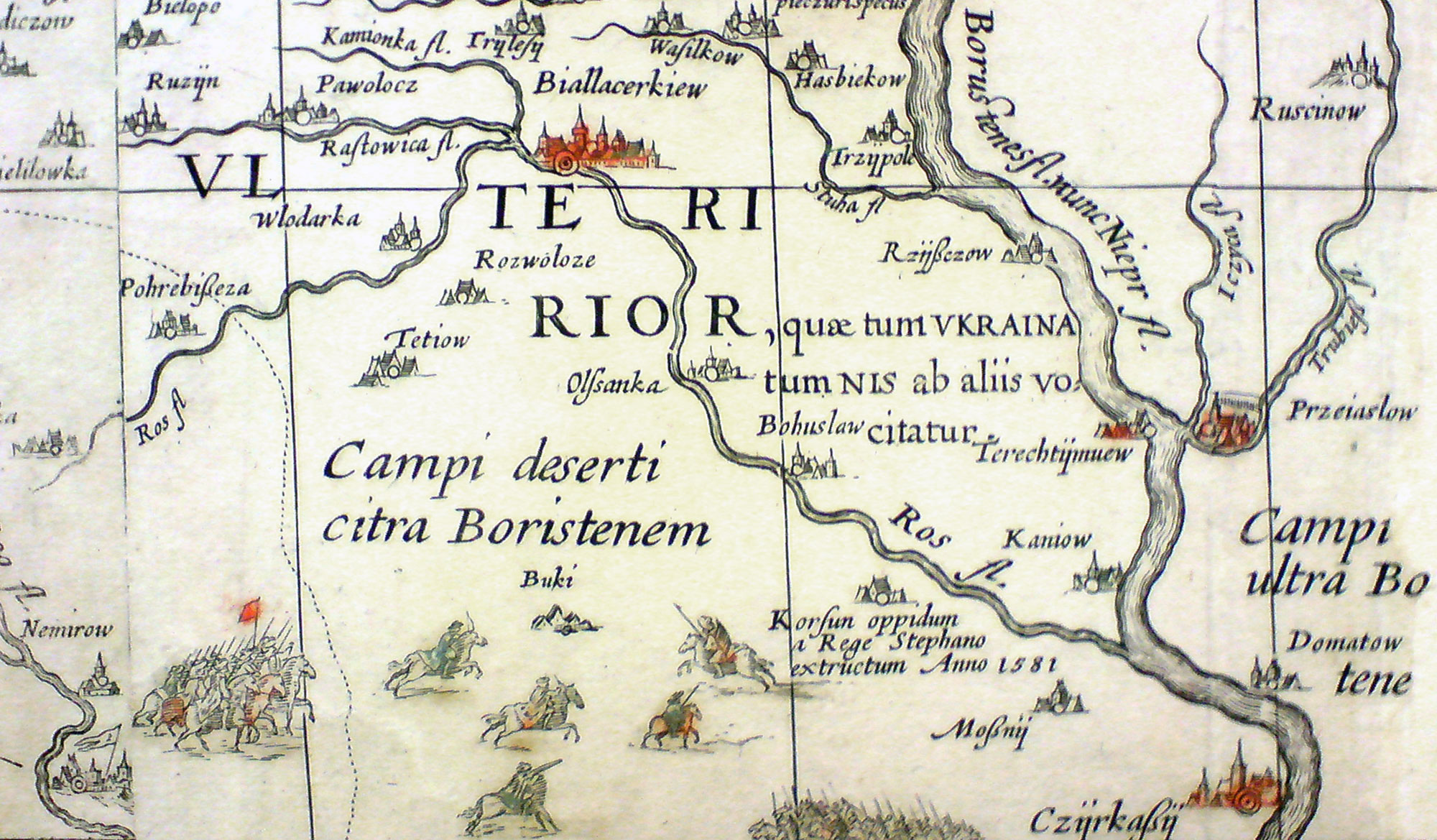
Kaniów na mapie radziwiłłowskiej (1613)

Pierwsza wzmianka o Kaniowie pochodzi z 1078. Miejscowość była znana jako główne miejsce przepraw przez rzekę Dniepr.

Korsuń i Kaniów są to najpiękniejsze miejsca, dawnego województwa kijowskiego. Kaniów położony nad Dnieprem miał warowny zamek; rządził w nim książę Hleb udzielnie; roku 1146 ks. Wsiewołod zbudował cerkiew św. Grzegorza. Za czasów udzielnych książąt Rusi przez Kaniów przechodziły do Kijowa towary z Carogrodu. Połowce ciągle napadali idące karawany pod Kaniowem; bywały z tego powodu nieustanne z Połowcami walki, którzy prowadząc życie koczujące, żywili się z rabunku przechodzących karawan. (...)

{{Cytat}} Nieznane pola: "align", "text" oraz "width".
Po 1240 był siedzibą nadzorców tatarskich (baskaków). Po przejęciu tych terenów przez Wielkie Księstwo Litewskie, książę Witold utworzył w Kaniowie komorę celną. W 1569, w następstwie unii lubelskiej roku Kaniów przeszedł z Litwy do Korony.

Za Zygmunta I, gdy wyznaczonym był komisarz dla zwiedzenia wszystkich zamków litewskich aż do Perekopu, wspomina o Kaniowie jako o warownym. Około r. 1595 żadnego zamku już w Kaniowie nie było. Cła od towarów oficyaliści starosty Kaniowskiego zbierali dla zbudowania nowego. Stanął zameczek mały dla obrony od hajdamaków, który w czasie rzezi Gonty do szczętu był zniszczony. To zburzenie w swym poemacie skreślił Goszczyński. Starostą Kaniowskim był ks. Janusz Ostrogski, kasztelan krakowski; w ostatnich czasach Potocki Mikołaj powszechnie był znany pod imieniem Kaniowskiego.

{{Cytat}} Nieznane pola: "align", "text" oraz "width".
W 1600 Kaniów uzyskał prawa miejskie. Od 1635 wypłacano tu żołd Kozakom rejestrowym. W 1654 moskiewski książę Siemion Bołchowskij przyjmował w nim od Kozaków i Bohdana Chmielnickiego przysięgę wierności wobec Carstwa Rosyjskiego. W 1678 Kaniów został zniszczony przez Turków. W czerwcu 1768 podczas koliszczyzny miasto zostało zdobyte przez hajdamaków, a jego wszyscy obrońcy wymordowani. W rzezi uczestniczyli także miejscowi chłopi ruscy i Kozacy. O tych wydarzeniach opowiada jeden z najważniejszych utworów polskiego czarnego romantyzmu - Zamek kaniowski Seweryna Goszczyńskiego.

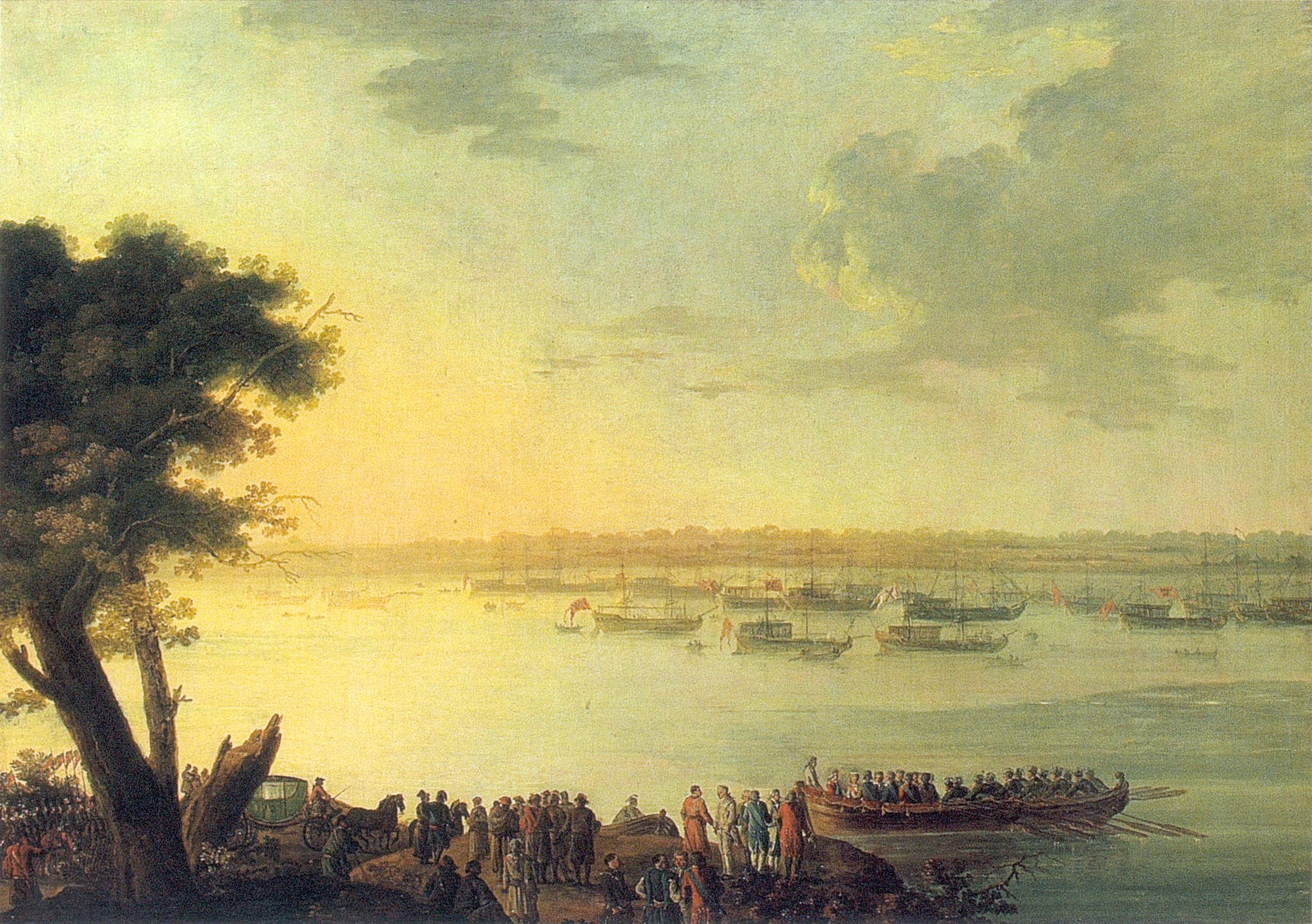
Odjazd Katarzyny II z Kaniowa w 1787 roku, Jan Bogumił Plersch

Miejscowość rozwinęła się znacznie po 1775, gdy dziedzicznym starostą kaniowskim został bratanek króla Stanisław Poniatowski, który wprowadził wiele reform gospodarczych, m.in. oczynszował chłopów.
W 1787 Katarzyna II Wielka caryca Rosji spotkała się w Kaniowie z królem Polski Stanisławem Augustem Poniatowskim – Tadeusz Miciński oparł na tych zdarzeniach swój dramat Termopile Polskie, a także powiązaną z nim powieść Wita. Gdy w 1793 miasto zostało zajęte przez Rosję, Stanisław Poniatowski sprzedał swoje miejscowe dobra. W 1861 pochowano pod miastem poetę Tarasa Szewczenkę, w miejscu, w którym obecnie istnieje Narodowy Rezerwat Szewczenki.

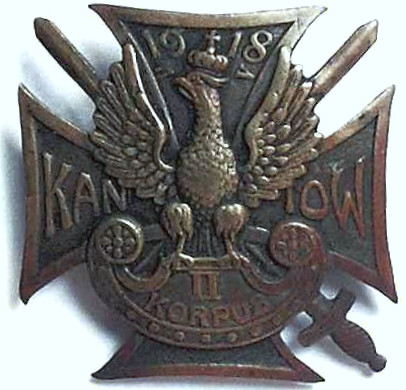
Odznaka pamiątkowa Związku Kaniowczyków, wykonana z mosiądzu (awers).

Podczas I wojny światowej w nocy z 10 na 11 maja 1918 rozpoczęła się bitwa pod Kaniowem, gdy przeważające liczebnie oddziały niemieckie bez żadnych uprzedzeń zaatakowały rozlokowane w okolicy Kaniowa jednostki polskie generała Hallera, niezadowolone z postanowień traktatu brzeskiego. Po całodziennej walce i wyczerpaniu się zapasów amunicji II Korpus Polski został zmuszony do złożenia broni. Straty niemieckie wyniosły ok. 1500 zabitych i rannych, polskie nie przekraczały 1000.
W 1972 w pobliżu miasta uruchomiono elektrownię wodną.
W 1989 liczyło 29 049 mieszkańców.
W 2013 liczyło 25 558 mieszkańców.

## Zabytki
- Sobór Zaśnięcia Matki Bożej
- Zamek w Kaniowie – nieistniejący
- Szkoła bazylianów z 1784 r., współcześnie muzeum
- Synagoga z początku XIX w.

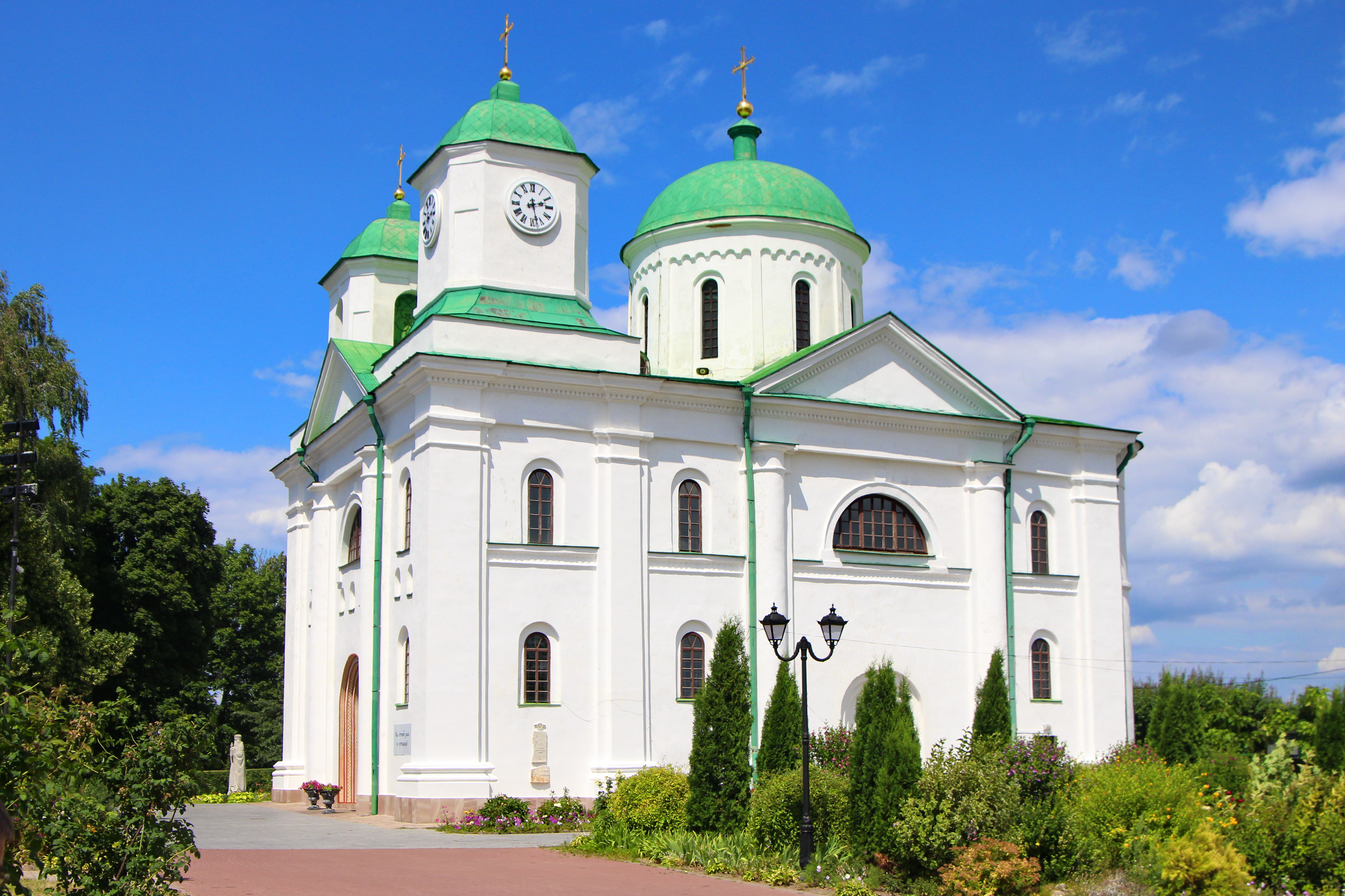
Sobór Zaśnięcia Matki Bożej
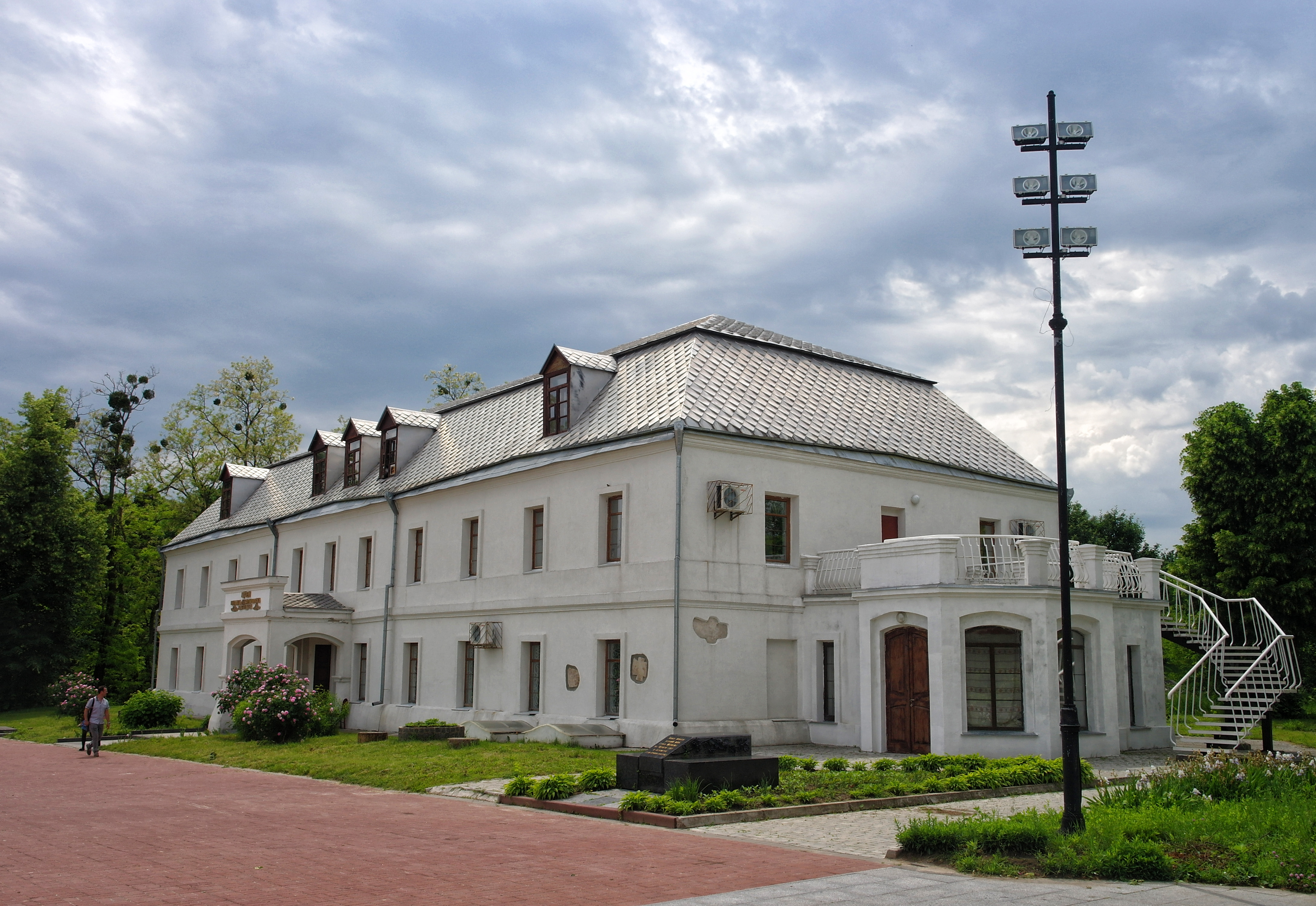
Szkoła bazylianów
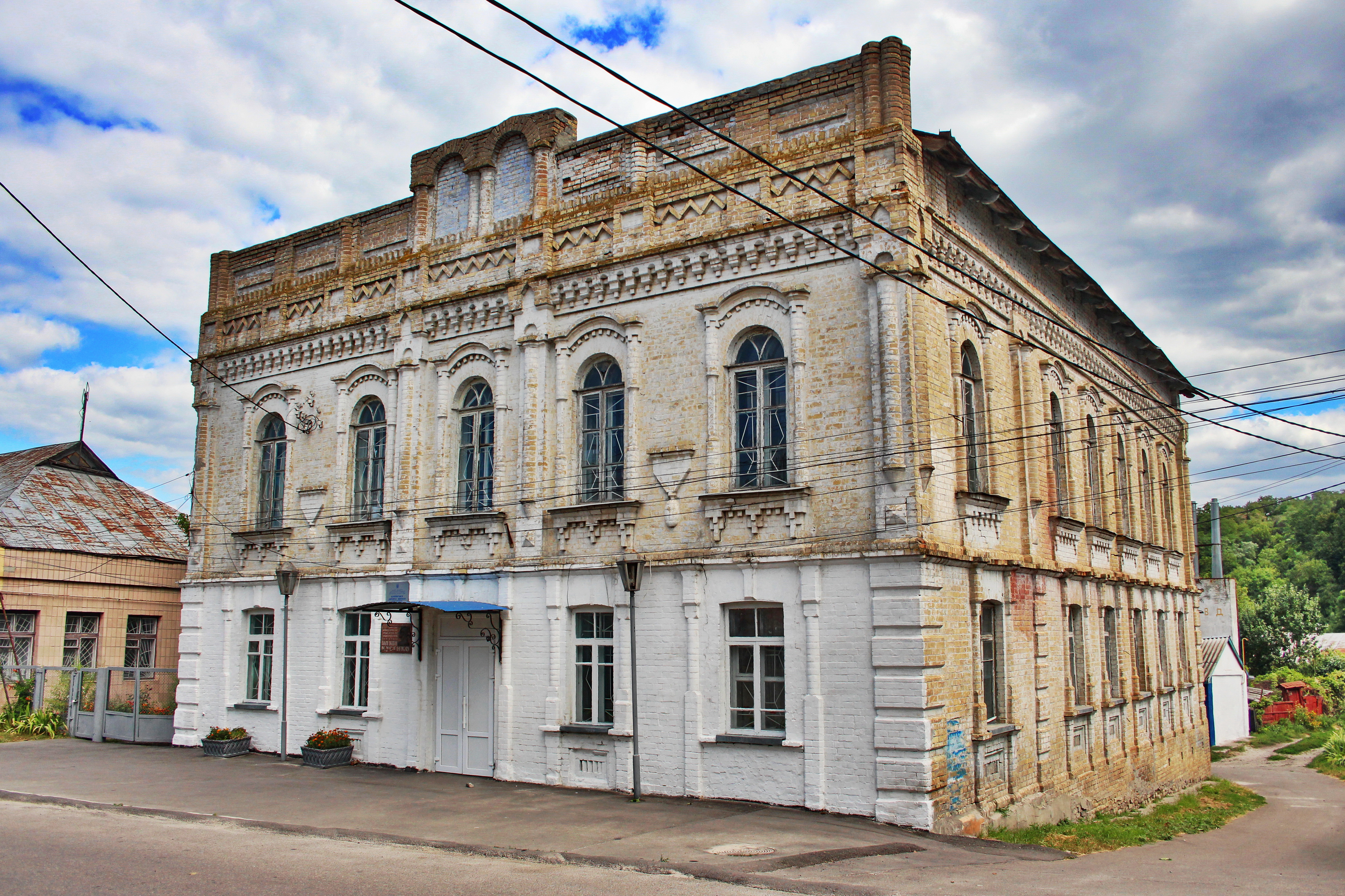
Synagoga

## Gospodarka
W mieście rozwinął się przemysł elektrotechniczny, spożywczy oraz drzewny.

## Miasto w literaturze
W Kaniowie toczy się akcja poematu Seweryna Goszczyńskiego Zamek kaniowski.